# Star Raiders (jeu vidéo, 1979)
Pour le remake de 2011, voir Star Raiders (jeu vidéo, 2011).
Star Raiders est un jeu vidéo de simulation de combat spatial édité par Atari Inc. sur Atari 8-bit, Atari 2600 et Atari ST. Programmé par Doug Neubauer, le jeu simule des combats en 3D entre le puissant vaisseau dirigé par le joueur et une flotte de vaisseaux alien (les Zylons),,,,.
Il a pour suite Star Raiders II et a fait l'objet d'un remake en 2011 sous le titre de Star Raiders.